# Stephan Dorfmeister
Stephan Dorfmeister (auch Stephan Dorffmaister; in Ungarn István Dorfmeister bzw. Dorffmaister, auf seinen Porträts oft Dorffmeister, * 1729 in Wien; † 29. Mai 1797 in Ödenburg) war ein österreichischer Maler, dessen Werke vor allem im Burgenland und in Transdanubien entstanden.

Vermutetes Selbstporträt Dorfmeisters in dem Bild „Der Heilige Lukas malt seine Vision“ (Ausschnitt) 1785

## Leben
Das genaue Geburtsjahr Dorfmeisters ist unklar. Am wahrscheinlichsten ist das Jahr 1729 anzunehmen, ausgehend von den kirchlichen Sterbematriken der Stadt Ödenburg. Die ungarische biographische Enzyklopädie gibt als Geburtsjahr 1725 an. Er wuchs unter Obhut seiner Eltern Johann Christof Georg Dorfmeister (1705–1789) und Elisabeth Josefa, geb. Millner in Wien auf und war das älteste von fünf Kindern. Sein jüngster Bruder war Johann Georg Dorfmeister, ein Bildhauer des österreichischen Spätbarocks.
Im Oktober 1751 studierte Stephan an der Wiener Akademie für bildende Künste bis 1758, wo Paul Troger, der Rektor der Akademie, und Caspar Franz Sambach seine Lehrer waren. Später wurde er auswärtiges Mitglied der Akademie; zumindest bezeichnete er sich seit 1769 so. In der Wiener Akademie gibt es aber darüber keine Unterlagen. Nachdem er sich 1760 die Fresco-Technik angeeignet hatte, erhielt er einen Auftrag von Pater Schrabl, dem Probst der Prämonstratenserabtei Gschirna (ungarisch Csorna) im Komitat Ödenburg für die Ausmalung der Klosterkirche. 1761 war er im neu errichteten Prämonstratenserkloster Türje tätig. 1762 zog er nach Ödenburg, wurde aber nie Bürger der Stadt; wahrscheinlich, um den daraus folgenden Pflichten wie zum Beispiel dem Waffendienst zu umgehen. In dieser Zeit heiratete er Anna Franz, die ihm neun Kinder schenkte. Nach ihrem Tod 1790 heiratete er Katharina Gillig.
Dorfmeister arbeitete überwiegend im heutigen Westungarn. Seine Auftraggeber waren vor allem die Bischöfe von Steinamanger, Fünfkirchen, die Klöster der Region und Kleinadelige.
Seine drei ältesten Söhne arbeiteten mit ihm in seiner Künstlerwerkstatt, so wirkte der älteste, Stephan Joseph Dorfmeister der Jüngere (* 1764) bei Aufträgen in Sankt Gotthard mit. Ebenso gehören die nach 1797 mit Stephan Dorfmeister signierten Werke in Nempthy, Csesztreg, Galambok und Gelse zum Œuvre seines Sohnes. Sein zweiter Sohn, Joseph Paul Stephan Dorfmeister (* 1770), blieb bis zu seinem Tod in seiner Werkstatt und vollendete das letzte Bild des Vaters, das Altarbild von Magotsch, 1798.

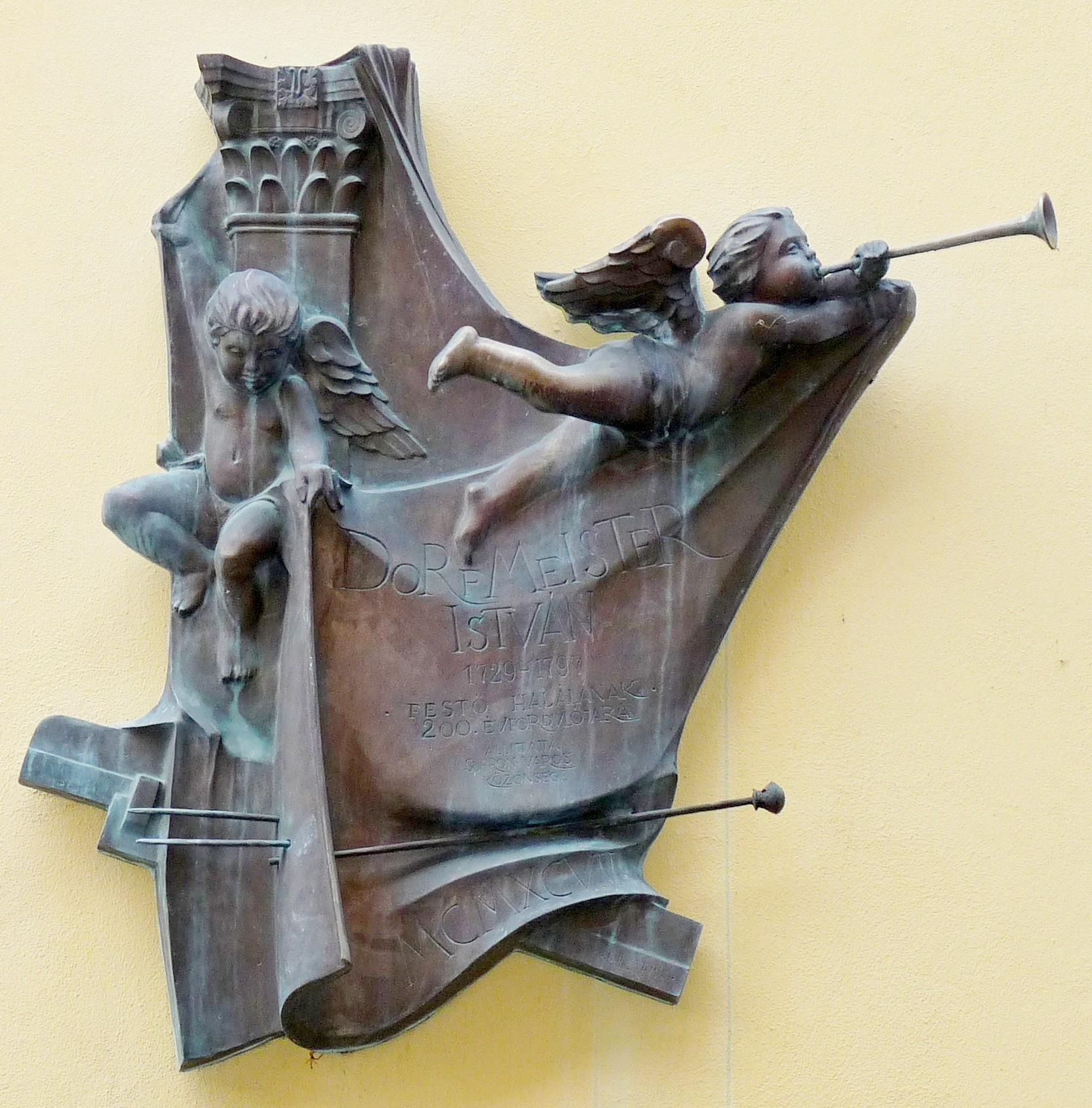
Gedenktafel an der Heilig-Geist-Kirche in der Dorfmeister-Straße, Ödenburg

Dorfmeister war zeit seines Lebens von Geldsorgen geplagt, bei seinem Tode am 29. Mai 1797 in Ödenburg hinterließ er trotz eines schaffensreichen Lebens seiner Familie Schulden.

## Künstlerischer Werdegang
Dorfmeister malte seine Werke anfangs im typischen Stil des österreichischen Spätbarocks. Vorbild war dabei Franz Anton Maulbertsch, bei dem Dorfmeister in seiner Jugend mitarbeitete. In seinen ersten großen Werken in Gschirna und Türje (1760/61) ist noch eine jugendliche bedingte stilistische Unsicherheit zu erkennen, dafür wirken seine Figuren kraftvoll und lebensnah. Dorfmeister orientierte sich in dieser Zeit ausschließlich nach der Wiener akademischen Malerei der ersten Hälfte und der Mitte des 18. Jahrhunderts.
Ab 1780 kam es dann zu einem Stilwandel in seinen Werken. In den folgenden Jahren erreichte er den Höhepunkt seiner künstlerischen Leistungsfähigkeit und Ausdruckskraft: Der ungarische Kunsthistoriker László Kostyál schreibt: „Sein durch das Rokoko geprägter ‚Wiener Akademismus‘ veränderte sich durch die Ansprüche der Auftraggeber und durch die damals einsetzende langsame Metamorphose des malerischen Geschmacks. Es kommt zu einer eigenartigen Widerspiegelung und Vermischung zweier Stilepochen.“
Mit der Ausmalung der Pfarrkirche in Nova (bei Lenti, Ungarn) schuf Dorfmeister ein Meisterwerk, auf Grund dessen er zahlreiche Aufträge von Bischöfen und Klöstern bekam. Deutlich sichtbar wird in diesen kirchlichen Werken der Einfluss von Rubens und des italienischen Barocks von Tizian und der Tintorettos. Seine letzten großen Werke, wie die Deckenbilder im bischöflichen Palast Steinamanger unter Bischof János (Johann) Szily 1784/85, nähern sich schon dem Klassizismus.

## Werke
Viele profane Gebäude, die Dorfmeister ausschmückte, wurden im 19. Jahrhundert, als das Barock aus der Mode kam, abgerissen und somit auch die Werke Dorfmeisters vernichtet. Nur noch neun dieser Arbeiten sind bis heute erhalten, so der Prunksaal im Schloss Nádasdy in Kotenburg an der Raab, die Ausschmückung des Schlosses Hegyfalu bei Kotenburg („die sieben Weltwunder“), die Bemalung des Deutschen Theaters in Ödenburg sowie Arbeiten am bischöflichen Palast in Sankt Gotthard. Erhalten blieben aber zahlreiche religiöse Werke in den Kirchen und Klöstern Westungarns; daneben gibt es ungefähr fünfzig Porträts, die Dorfmeister zugeschrieben werden.
Auswahl:
| Jahr      | Werk | Anmerkung |
| --------- | --- | --- |
| 1760      | Csorna, Prämonstratenser-Propstei. Fresken in der Kirche und im Festsaal der Propstei | Sein erstes Fresco, durch Brand 1790 zerstört |
| 1761–64   | Türje, Prämonstratenserkloster Klosterkirche Mariä Verkündigung; Fresken und Altarbilder | Fresken im Chor und Altarraum (Jesu Vorstellung im Tempel; die Himmelskönigin; die vier Evangelisten; alle 1762/63). Ein Teil der Fresken wurden später übertüncht. Hauptaltarbild Mariä Verkündigung; es befindet sich heute im Museum in Steinamanger, in der Kirche hängt eine Kopie. Die Nebenaltarbilder Sankt Norbert und Sankt Augustin (alle Öl auf Leinwand) wurden bei einer Renovierung um 1900 in das Prämonstratenserhaus in Steinamanger gebracht. Ihr heutiger Aufbewahrungsort ist nicht bekannt. |
| 1761–1764 | Sankt-Anna-Kapelle in Türje; Fresken | Unter anderem die allegorische Darstellung von „Glaube, Liebe und Hoffnung“ sowie die Heilige Anna und Szenen aus ihrem Leben. In der Kuppel befindet sich eine Darstellung der Geburt Jesu. |
| 1762      | Porträt Stillleben Vanitas (Vergänglichkeit); Öl auf Leinwand | Sein erstes Porträt; in Privatbesitz |
| 1767      | Kleinmariazell, Benediktinerkirche. Heiliger Johannes Nepomuk (rechtes Seitenaltarbild), Öl auf Leinwand. | Hier signierte er erstmals als „Dorffmeister“. |
| 1769      | Kotenburg a.d.Raab, Schloss Nádasdy. Fresken im Festsaal und im Turmzimmer. Darstellung von alttestamentlichen Szenen; u. a. Mordechai und Ester, Samson und Delila, David und Goliath, Ahasver und Ester, Josue, Judith und Holofernes, Jahel und Sisera, Opferbringung von Gedeon, Die Ölung von David zum König (Festsaal). | Hier signierte Dorfmeister seine Fresken zum ersten Mal als Mitglied der Wiener Kunstakademie: St. Dorffmaister pinxit, ex. Casa Reg. Vien. Academia/ Ano 1769 |
| 1770      | Eisenstadt, Refektorium des Franziskanerklosters. Ölgemälde und Fresken | U. a. das letzte Abendmahl, Hl. Antonius von Padua, Hl. Franziskus |
| 1771/72   | Rábatöttös, Pfarrkirche St. Cäcilia. Altarbilder und Fresken: Der Tod der heiligen Anna, Heiliger Joseph (Altarbilder), Szenen aus der Legende der heiligen Cäcilia und ihre Apotheose (Fresken) | Gutatöttös ist heute Teil der Gemeinde Rábatöttös, Kreis Steinamanger, Komitat Vas. |
| 1772      | Mesztegnyö, Klosterkirche der Franziskaner. Altarbilder und Fresken: u. a. Hl. Nepomuk, Hl. Anton von Padua, Hl. Franziskus von Assisi. | Die meisten Fresken wurden im Zweiten Weltkrieg stark beschädigt und teilweise geweißt. Mesztegnyö liegt im Komitat Somogy. |
| 1772      | Ödenburg, Kapelle des Waisenhauses Voss: Altarbild die Anbetung der Könige; Öl auf Leinwand; Fresken am Weismandl-Haus | Die „Anbetung der Könige“ befindet sich heute im Museum von Ödenburg. Darstellung siehe unten bei Bildergalerie. |
| 1773      | Nebersdorf, (Gemeinde Großwarasdorf), Festsaal des Schlosses Niczky. Deckfresko: Die Götter vom Olymp (Der Fall des Phaeton). | Seine dazugehörigen Skizzen befinden sich im Museum von Ödenburg. |
| 1773      | Männerbildnis aus der Familie Szalay; Öl auf Leinwand. | Das Bild befindet sich heute in der Ungarischen Nationalgalerie, Budapest. Darstellung siehe unten bei Bildergalerie. |
| 1773      | Frauenbildnis aus der Familie Szalay; Öl auf Leinwand. | Das Bild befindet sich heute in der Ungarischen Nationalgalerie, Budapest. Darstellung siehe unten bei Bildergalerie. |
| 1773      | Rábahídvég (Gemeinde Vasvár, deutsch: Eisenburg), Pfarrkirche St. Joseph, Altarbilder und Fresken: Heiliger Joseph mit dem Jesuskind, Mater Dolorosa | Hier signierte Dorfmeister zum ersten Mal ein Gemälde als Mitglied der Wiener Kunstakademie: Stepha. Dorffmaister pinxit Ex. Cas. Reg. Vienen Académie 1773. Die Fresken wurden nach dem Zweiten Weltkrieg geweißt. |
| 1774      | Ungarisch Altenburg, Franziskanerkirche. Deckenfresken: Maria mit dem heiligen Dominikus, Die Bekehrung des Saulus und seine Ankunft in Damaskus. | Die „Anbetung der Könige“ befindet sich jetzt im Museum von Ödenburg. |
| 1774      | Sitke, Gemeinde Sárvár Pfarrkirche. Hauptaltarbild: Heilige Dreifaltigkeit; Öl auf Leinwand. | Seine dazugehörigen Skizzen befinden sich im Bischofspalast von Steinamanger. |
| 1775      | Porträt des Schäfflermeister Johann Hochenecker; Öl auf Leinwand. | Das Bildnis hängt heute im Museum Ödenburg. Darstellung siehe unten bei Bildergalerie. |
| 1775      | Porträt des Stadthauptmann Jakob Kamper; Öl auf Leinwand. | Das Bildnis hängt heute im Museum Ödenburg. Darstellung siehe unten bei Bildergalerie. |
| 1775/76   | Császár (deutsch: Kaiserdorf), Pfarrkirche. Altarbilder: Abschied von Petrus und Paulus, Patrona Hungariae, Die Anbetung der Könige, Hl. Nepomuk; alle Öl auf Leinwand. Fresken:, Hl. Dreifaltigkeit, Schlüsselübergabe an Petrus, Predigt des Paulus, Taufe Christi, Hl. Georg, Hl. Michael.                                  | Császár liegt im Kreis Kisbér, Komitat Komárom-Esztergom. |
| 1776      | Pfarrkirche von Tótpál. Hauptaltarbild: Hl. Anton von Padua; Öl auf Leinwand. | Tótpál ist heute Teil der Gemeinde Somogyszentpál im Kreis Marcali, Komitat Somogy. |
| 1776      | Die Bildnisse von Graf István Niczky, Graf Ádám Orsich und Graf Johannes Nepomuk von Orsich; alle Öl auf Leinwand. | Alle drei Gemälde befinden sich heute im Historischen Kroatischen Museum in Zagreb. |
| 1777      | Eisenstadt, Dom St. Martin. Die Verklärung des Hl. Martins; Öl auf Leinwand. | Ein ähnliches Bild befindet sich im Dom von Steinamanger. Dorfmeisters Fresken in der Sakristei des Doms sind größtenteils zerstört. Darstellung siehe unten bei Bildergalerie. |
| 1779      | Himesháza (deutsch: Nimmersch) Pfarrkirche in Kisboldogasszony. Altarbilder: Geburt der Jungfrau Maria (Hauptaltarbild), Der Traum des Hl. Anton von Padua; beide Öl auf Leinwand. | Himesháza ist eine Gemeinde im Komitat Baranya im Kreis Mohács. |
| 1779      | Bakonybél, Benediktinerabtei St. Mauricius. Altarbild: Heimkehr aus Ägypten; Öl auf Leinwand. | Bakonybél liegt im Komitat Veszprém; Kreis Zirc. |
| 1779      | Wolfs (ungar. Balf), Badekapelle St. Wolfs (ungar. Sz. Farkas) Hauptaltarbild Hl. Joseph; Nebenaltarbild Maria, die Verlobte des Heiligen Geistes sowie die Fresken Chor der Engel und Jesus heilt Kranke. | Wolfs ist heute ein Stadtteil von Ödenburg. |
| 1780      | Pfarrkirche St. Ladislaus, Zanat: Apotheose des heiligen Ladislaus, Öl auf Leinwand. | Zanat ist heute ein Stadtteil von Steinamanger. |
| 1780      | Heilig-Geist-Kirche Ödenburg: Pieta; Christus am Kreuz, Öl auf Leinwand. | |
| 1780      | Bildnis des Grafen György Niczky im Ruderergewand. Öl auf Leinwand. | Das Bild befindet sich in der Historischen Bildergalerie des Ungarischen Nationalmuseums, Budapest. |
| 1780      | Bildnis der Borbála Barkóczy, der Tochter des Barons Ferenc Barkóczy. Öl auf Leinwand. | Das Bildnis hängt heute im János-Xántus-Museum in Raab. Darstellung siehe unten bei Bildergalerie. |
| 1781      | Szigetvár (deutsch: Inselburg), im Komitat Baranya, Pfarrkirche St. Rochus: Heiliger Johannes Nepomuk, Öl auf Leinwand. | Die Kirche war bis ins 16. Jahrhundert eine Moschee. |
| 1781      | Altarbild in der St.-Georgs-Kirche in Ödenburg: Gnadenbild Maria, die Mutter des guten Rates, Öl auf Leinwand. | |
| 1782      | Altarbild der Heilig-Geist-Kirche in Ödenburg: Das Pfingstwunder; Öl auf Leinwand. | Das Bild befindet sich heute in der Ungarischen Nationalgalerie Budapest. Darstellung siehe unten bei Bildergalerie. |
| 1784      | Deckenfresko in der Zisterzienserkirche St. Gotthard: Die Schlacht von St. Gotthard 1664. | Darstellung siehe unten bei Bildergalerie. |
| 1785      | Kalvarienberg: Christus am Kreuz. Öl auf Kupferplatte. | Das Bild befindet sich heute in der Ungarischen Nationalgalerie Budapest. Darstellung siehe unten bei Bildergalerie. |
| 1785      | Gálosfa, Pfarrkirche Verklärung des Herrn: Der Heilige Lukas malt seine Vision. Öl auf Leinwand. | Gálosfa ist eine ungarische Gemeinde im Komitat Somogy. Sie gehört zum Kreis Kaposvár. Das Gemälde hing bis 1810 in der alten Friedhofskapelle. Es wird vermutet, dass sich Dorfmeister hier selbst als Hl. Lukas porträtierte. Darstellung siehe unten bei Bildergalerie. |
| 1787      | Fünfkirchen (Pécs), Bischofspalais: Die Bekehrung des Saulus, Öl auf Leinwand. | Hier diente Dorfmeister das Bild von Rubens als Vorlage. |
| 1787      | Porträt von König Ludwig II. von Ungarn, Öl auf Leinwand. | Das Bild befindet sich heute im Kanizsai Dorottya Museum, Mohatsch. József Borsos benutzte es 1838 als Vorlage für sein Ludwigs-Porträt. Darstellung siehe unten bei Bildergalerie. |
| 1788      | Altarbilder für die Kirche Unserer lieben Frau Mariae Heimsuchung in Szarvaskend, Kreis Körmend: Die Begegnung der Jungfrau Maria mit Elisabeth (Hauptbild) und Die Heilige Anna unterweist die Jungfrau Maria (kleines Altarbild). Öl auf Leinwand.                                                                           | |
| 1790      | Bildnis des Freimaurers Graf György Niczky; Öl auf Leinwand. | Das Bild befindet sich heute in der Historischen Bildergalerie des Ungarischen Nationalmuseums, Budapest. Darstellung siehe unten bei Bildergalerie. |
| 1790      | Christus am Kreuz; Öl auf Leinwand. | Das Bild befindet sich heute in der Sammlung des Katholischen Konvents in Ödenburg. |
| 1792      | Gräfin Antalné Jankovich geb. Katalin Kiss auf der Totenbahre; Öl auf Leinwand. | Das erste Bahrenbild Dorfmeisters. Es befindet sich heute im Xantus János Museum, in Raab. |
| 1792      | Die Taufe Christi; Öl auf Leinwand; in Privatbesitz. | Ursprünglich hing das Bild in einem Nebenaltar der Kathedrale von Steinamanger. Das dazugehörige zweite Bild „Stephan der Heilige“ ging verloren. |
| 1793      | Christus am Kreuz; Öl auf Leinwand; heute im Göcsejer Museum Egersee. | Das Bild hing ursprünglich in den Repräsentationsräumen des Komitats. |
| 1793      | Deckenfresko in der Pfarrkirche Kiskomárom: Andreas I. restauriert das Christentum. | Die Skizze zu dem Fresco befindet sich im Museum Ödenburg. Kiskomárom ist heute Ortsteil der Großgemeinde Zalakomár im Komitat Zala. Darstellung siehe unten bei Bildergalerie. |
| 1794      | Hauptaltarbild der Pfarrkirche in Dürnbach, heute Schachendorf im Burgenland: Mariä Himmelfahrt, Öl auf Leinwand. | Das Bild gilt als eines der Hauptwerke seiner letzten Epoche. Die Skizze dazu findet sich im Stadtmuseum Ödenburg. |
| 1795–96   | Der Abt Marian Reutter mit den Lehrern des Lyzeums von Steinamanger; Öl auf Leinwand. | Das Bild hing ursprünglich im Festsaal der Zisterzienserabtei St. Gotthardt (Szentgotthard) und befindet sich jetzt in der Ungarischen Nationalgalerie in Budapest. Darstellung siehe unten bei Bildergalerie. |
| 1795–96   | König Bela III. gründet 1183 das Zisterzienserkloster St. Gotthard; Öl auf Leinwand. Darstellung siehe unten bei Bildergalerie. | Das Bild hing ursprünglich in der Zisterzienserabtei St. Gotthardt (Szentgotthard) und befindet sich jetzt in der Ungarischen Nationalgalerie in Budapest. |
| 1795–96   | Kaiser Karl VI. überreicht Abt Robert Leeb die Schenkungsurkunde für St. Gotthard; Öl auf Leinwand. | Das Bild befindet sich heute im Stift Heiligenkreuz, Niederösterreich. Darstellung siehe unten bei Bildergalerie. |
| 1795–96   | Der Tod Ludwig II. von Ungarn in der Schlacht bei Mohatsch 1526; Öl auf Leinwand. | Das Bild befindet sich in der Ungarischen Nationalgalerie in Budapest. Darstellung siehe unten bei Bildergalerie. |
| 1797–98   | Pfarrkirche St. Johannes Nepomuk in Magotsch, heute Heimasch, Bezirk Hegyhát: Heiliger Johannes Nepomuk unter den Armen; Öl auf Leinwand. | letztes Werk von Dorfmeister. Wegen seines Todes wurde das Bild von seinem zweitältesten Sohn Joseph Paul Stephan Dorfmeister fertig gestellt. |

## Bildergalerie

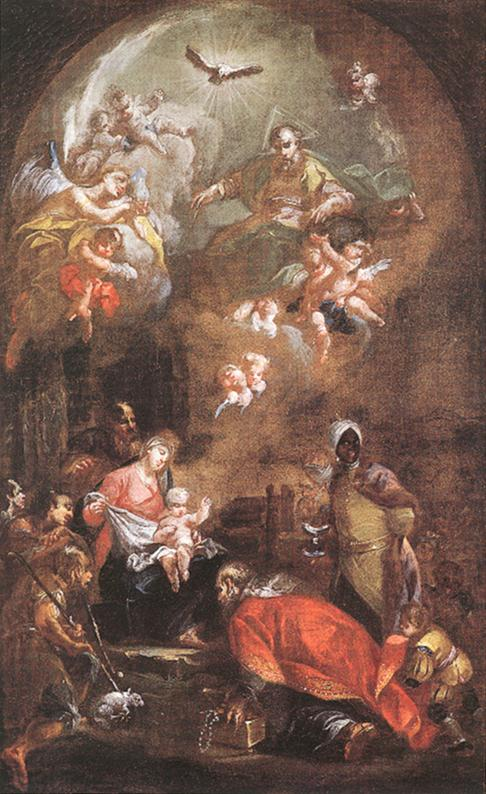
1772: Ödenburg, Kapelle des Waisenhauses Voss: Altarbild die Anbetung der Könige
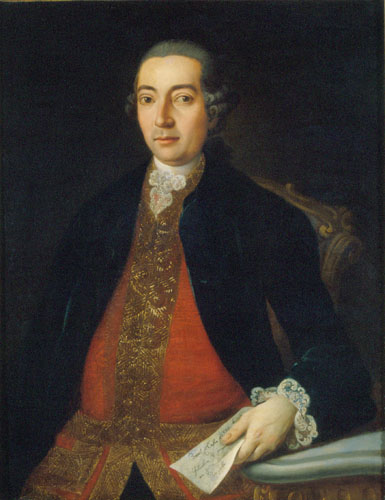
1773: Männerbildnis aus der Familie Szalay
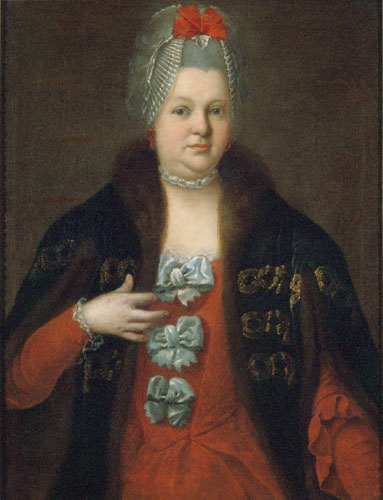
1773: Frauenbildnis aus der Familie Szalay
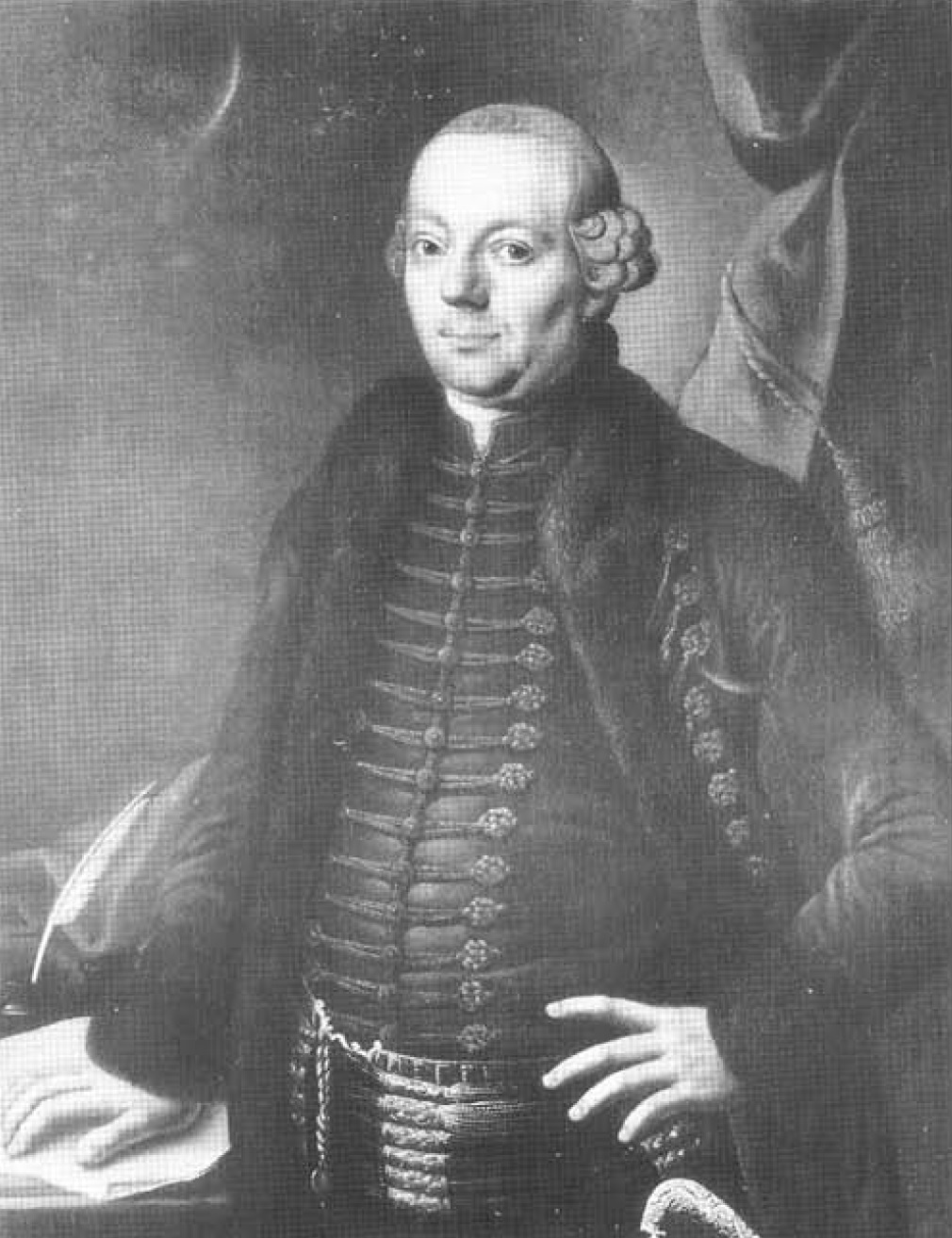
1775: Porträt des Stadthauptmann Jakob Kamper
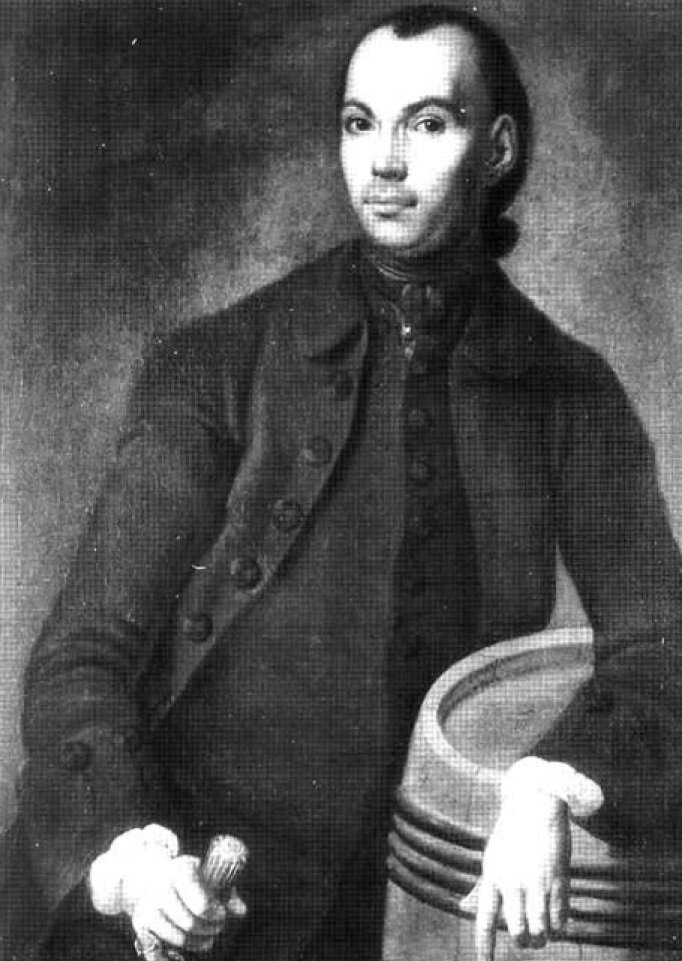
1775: Porträt des Schäfflermeister Johann Hochenecker
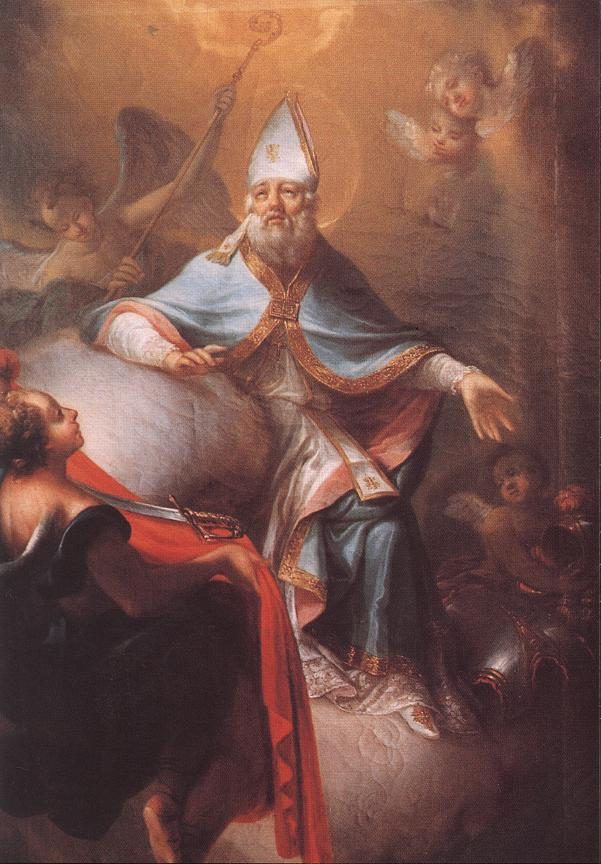
1778: Eisenstadt, Dom St. Martin. Die Verklärung des Hl. Martins
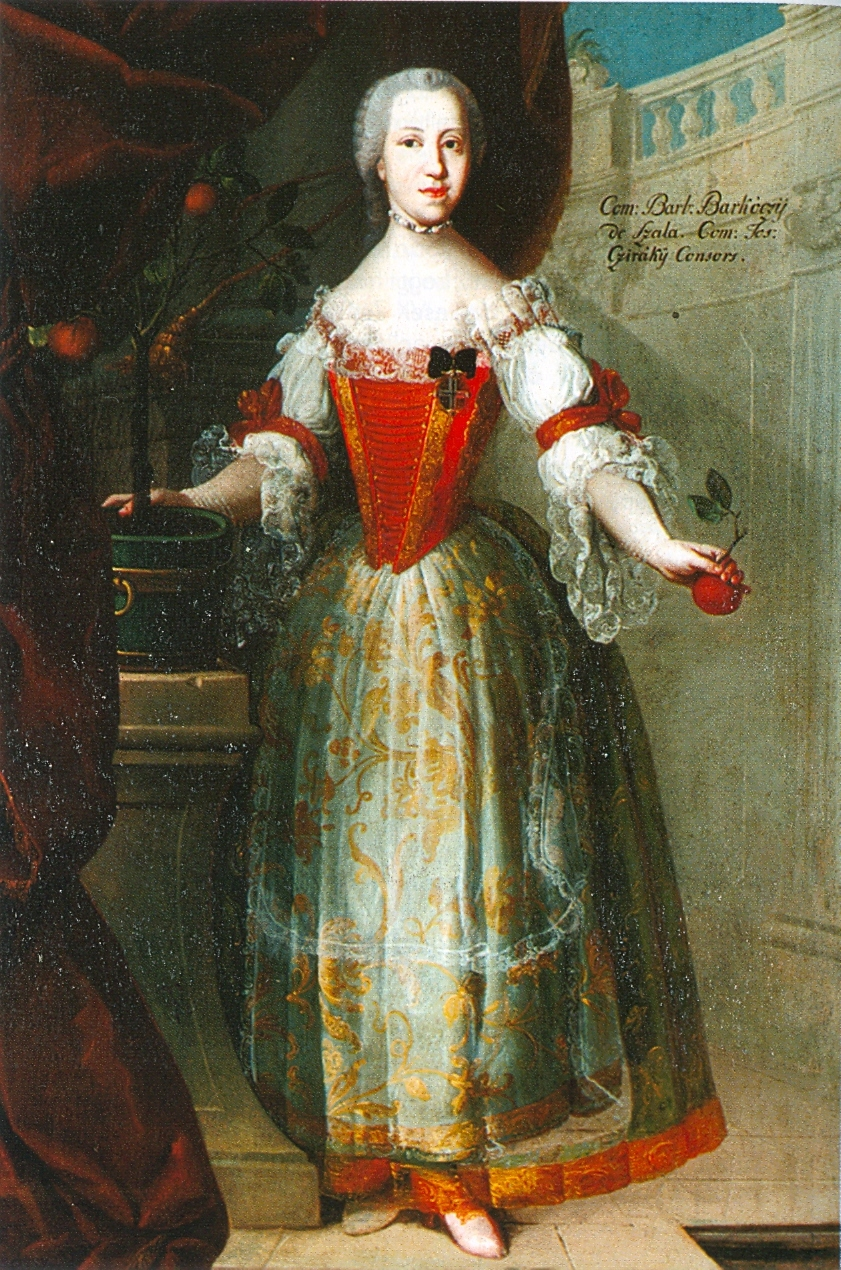
1780: Bildnis der Borbála Barkóczy
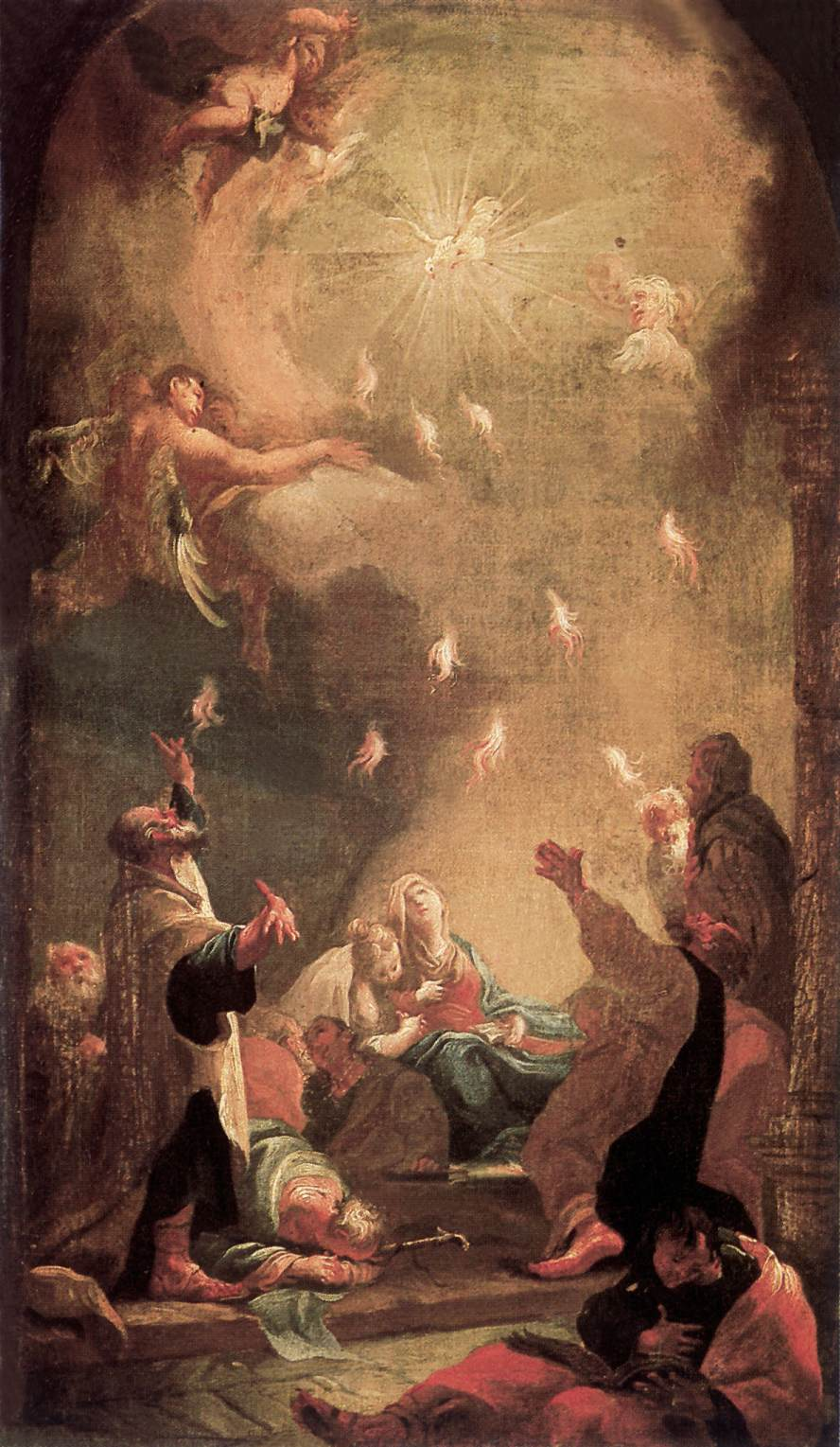
1782: Ödenburg, Heilig-Geist-Kirche: Das Pfingstwunder
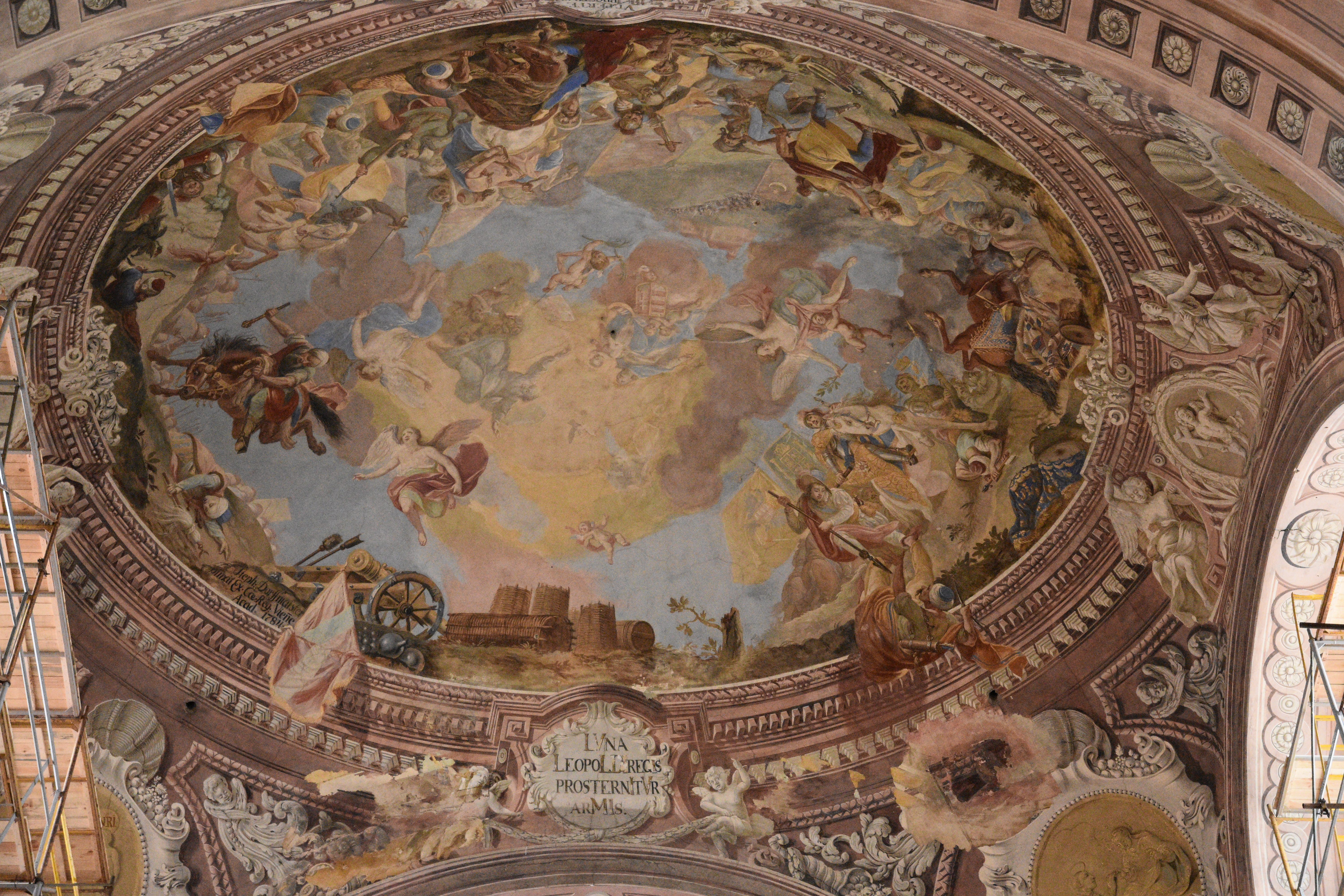
1784 Fresko: Die Schlacht von St. Gotthard 1664
1785: Der Heilige Lukas malt seine Vision (Ausschnitt)
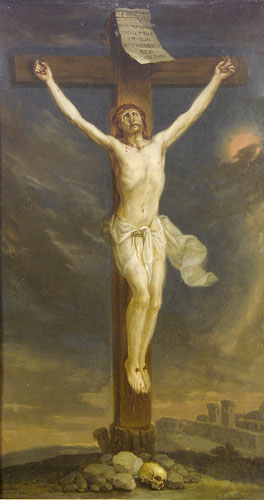
1785: Kalvarienberg: Christus am Kreuz.
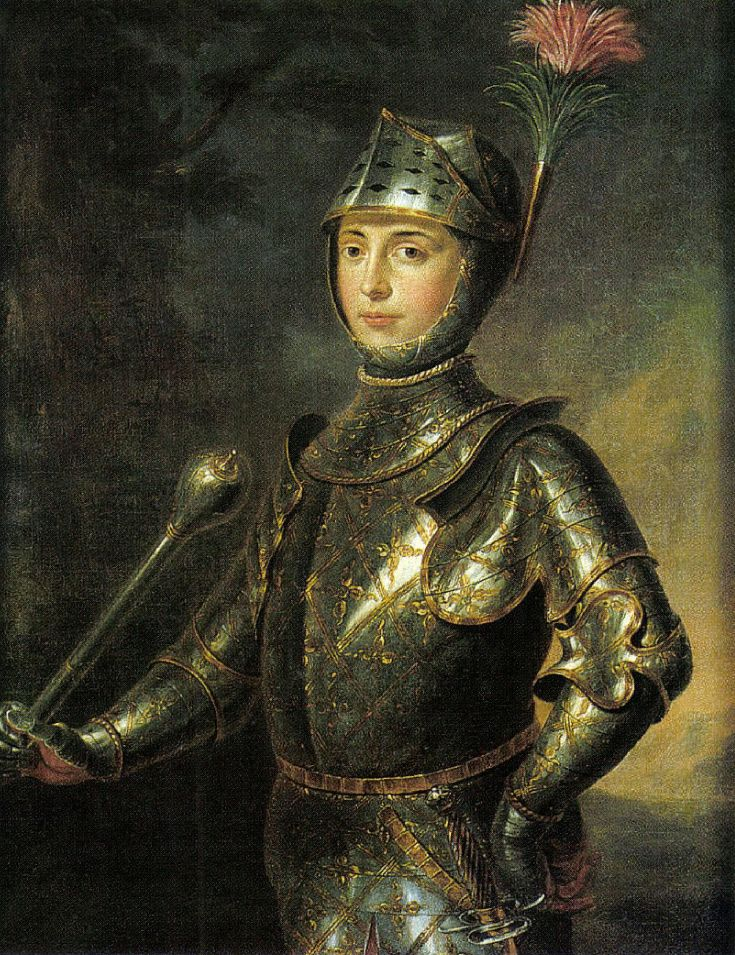
1787: Porträt König Ludwig II. von Ungarn
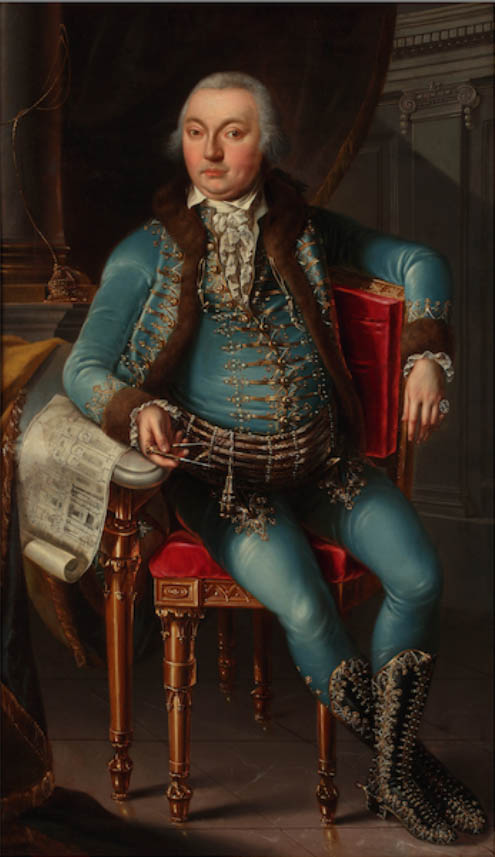
1790: Bildnis des Freimaurers Graf György Niczky
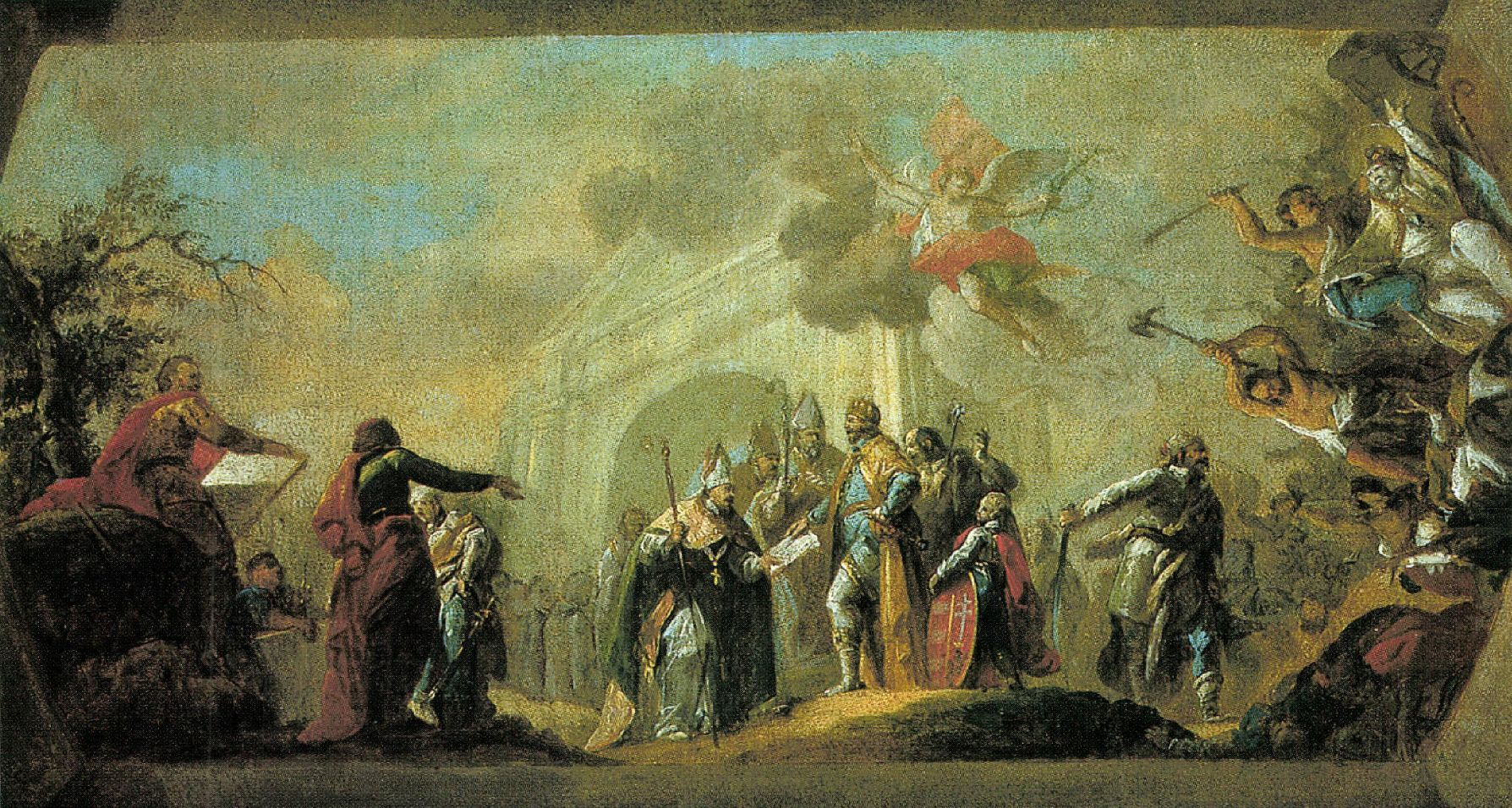
1793: Deckenfresko in der Pfarrkirche Kiskomárom: Andreas I. restauriert das Christentum.
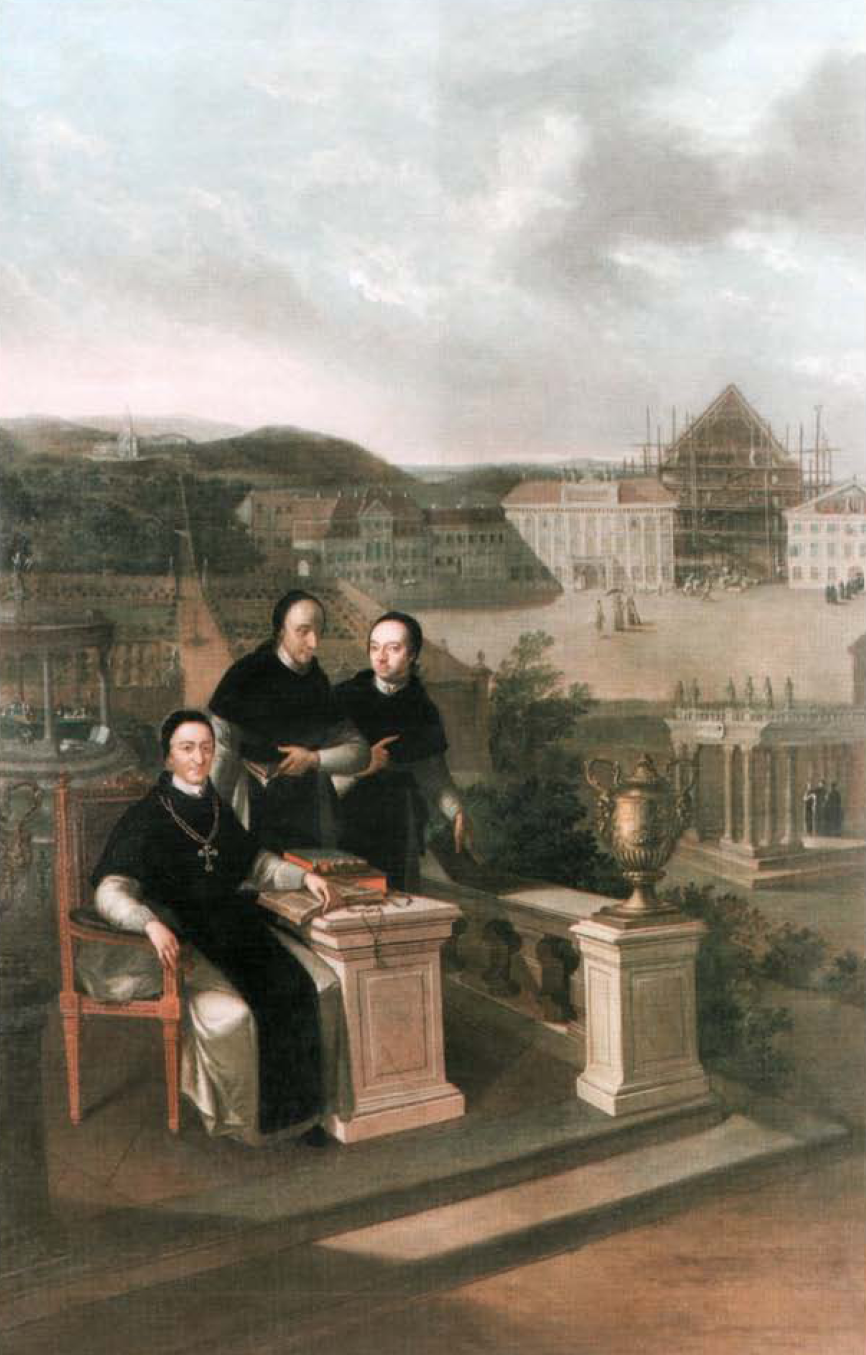
1794–95: Der Abt Marian Reutter mit den Lehrern des Lyzeums von Steinamanger.
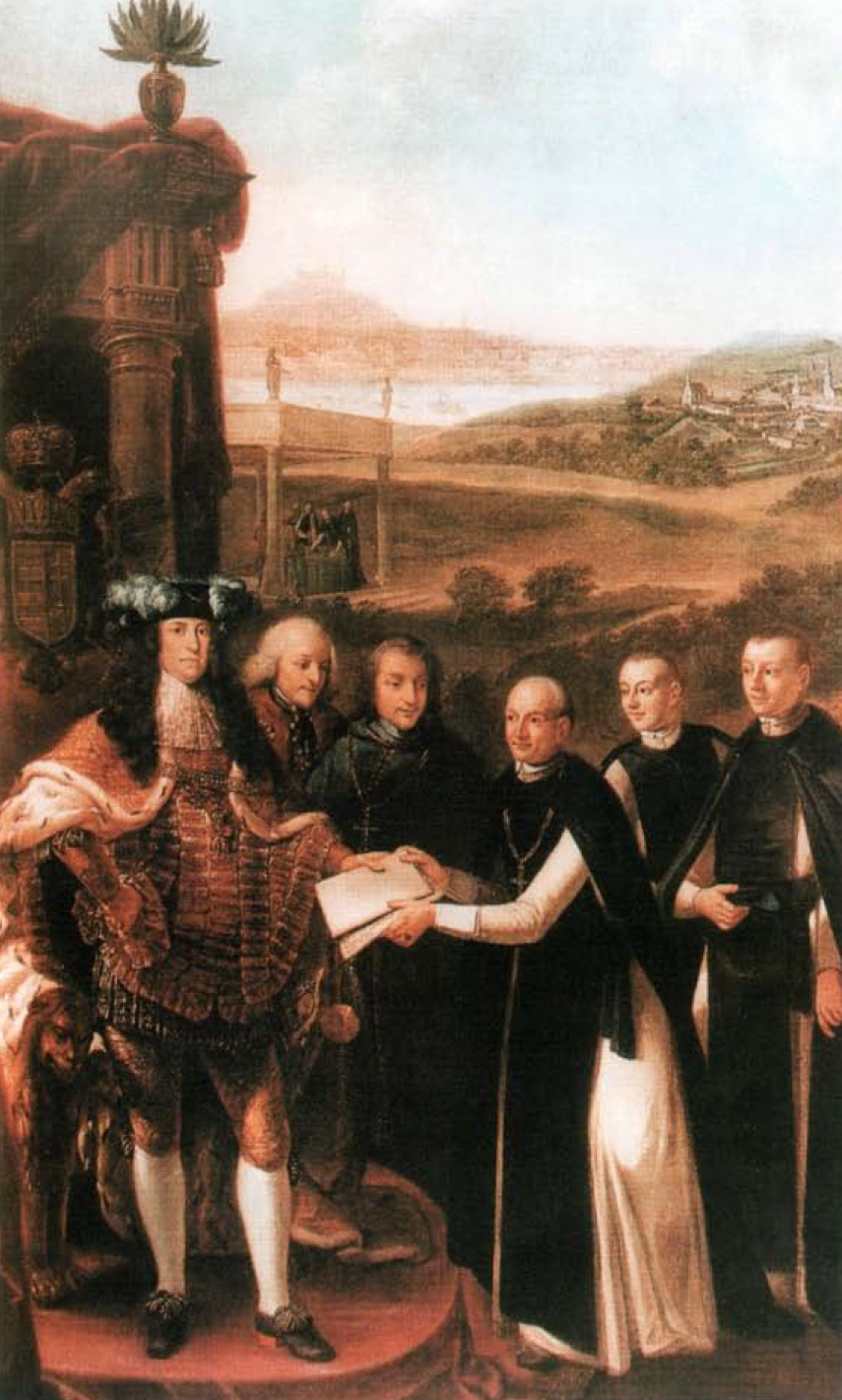
1795–96: Kaiser Karl VI. überreicht Abt Robert Leeb die Schenkungsurkunde St. Gotthard.
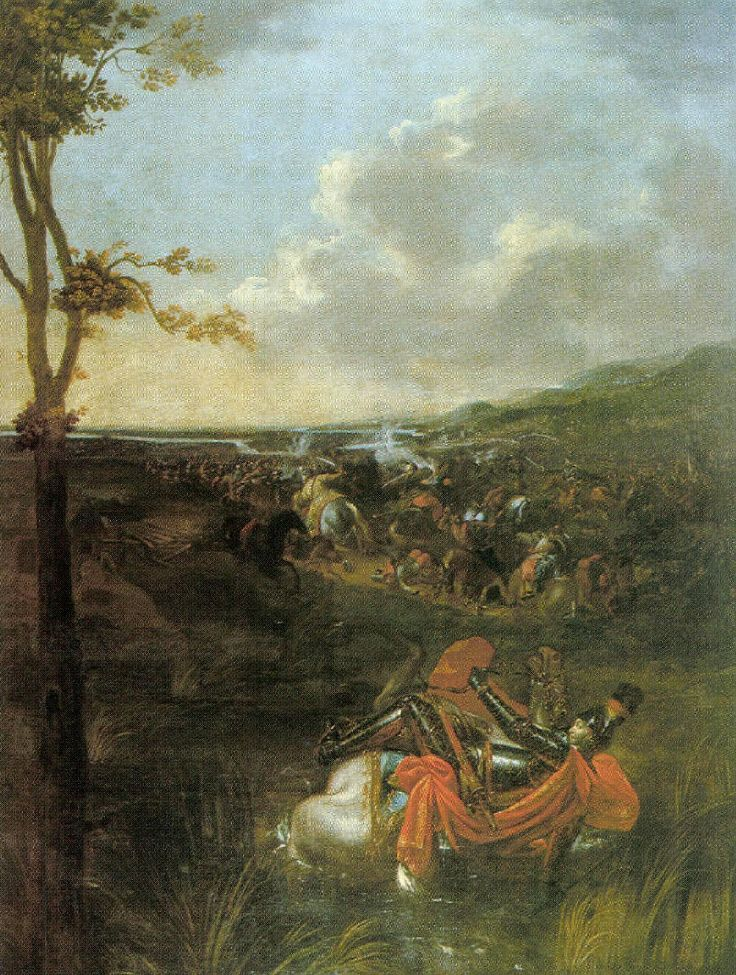
1795–96: Der Tod Ludwig II. von Ungarn in der Schlacht bei Mohatsch 1526
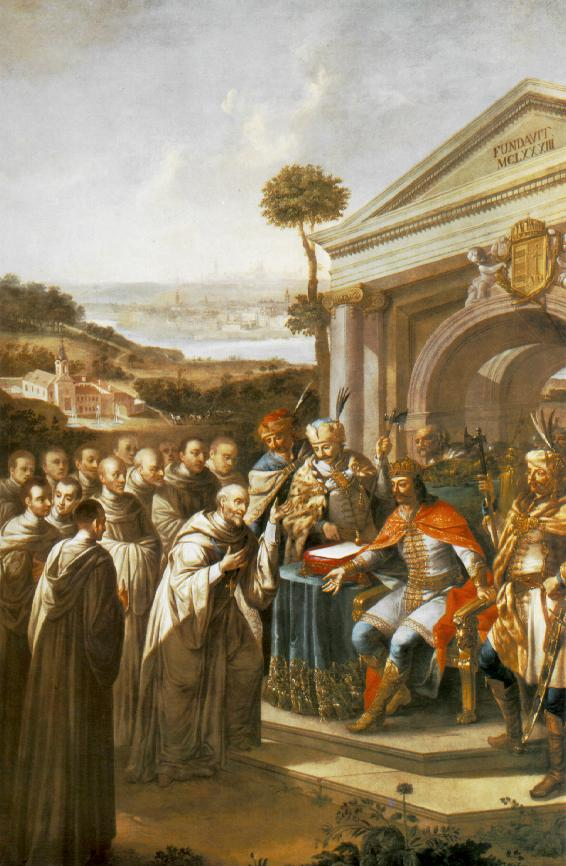
1796: König Béla III. gründet 1183 das Zisterzienserkloster St. Gotthard